# اللطرون
اللطرون (بالعبريّة: לטרון) هي منطقة فلسطينيّة تشكّل نتوءًا جغرافيًا في الضفّة الغربيّة. تقع على الطريق الواصل بين القدس ويافا، حيث تبعد 25 كيلومترًا غرب القدس و14 كيلومترًا جنوب شرق الرملة، وترتفع 250 مترًا عن سطح البحر. كانت تتبع قضاء الرملة قبل النكبة واحتلال إسرائيل لأرض فلسطين التاريخيّة، وهي اليوم جزء من محافظة رام الله والبيرة، إلاّ انها تقع ضمن مناطق ج حسب اتفاق أوسلو.
تضم اللطرون عددًا من القرى المُهجَّرة وأراضٍ تابعة لها سيطرت إسرائيل على قسم منها عام 1948، ثم أكملت السيطرة عليها عام 1967 ودمّرتها وأجبرت سكّانها على الرحيل منها تحت تهديد السلاح، إذ شهدت هذه المنطقة معركةً شرسة بين الجيشين الأردني والإسرائيلي أدّت إلى تهجير سكان قرية اللطرون التي تقع داخل منطقة اللطرون، وأصبح جزء منها لاحقًا منطقة مُحرَّمة تم الاتفاق عليها ضمن اتفاق الهدنة عام 1949 بين الجانبين. كما ظلّت تحت الإدارة الأردنية للضفة الغربية حتى استولت عليها إسرائيل بعد احتلالها للضفة الغربيّة في حرب 1967، حيث هدمت منازل قرية اللطرون والقرى الأخرى المجاورة لها.
لا زالت أراضي منطقة اللطرون تضم عددًا من المعالم المتبقيّة مثل دير اللطرون، وقلعة اللطرون التاريخيّة، ومركز شرطة اللطرون (الموجود منذ زمن الانتداب البريطاني، والذي حوّلته إسرائيل بعد احتلال القرية إلى متحف لدبّابات الفيلق المُدرَّع الإسرائيلي)، بالإضافة إلى متحف إسرائيل المُصغَّرة ومركز رصد ودراسات الطيور المهاجرة اللذان تم تشييدهما بعد الاحتلال عام 1967.

## الجغرافيا
تقع اللطرون في موقع استراتيجي يتحكّم بالطرق الرئيسيّة بين الساحل الفلسطيني والقدس. وتمنح من يسيطر عليها ميزة عسكريّة واستراتيجيّة في الوصول والتحكم بالأخيرة، كما تتمتع بأراضٍ خصبة ومخزون ضخم من المياه.
تبلغ مساحة قطاع اللطرون 13307 دونمًا والذي تشكّل إثر حرب 1948، ويضم بداخله قرية اللطرون المُهجَّرة عام 1948، التي كانت تتكون من قسمين، الأول اللطرون القديمة والثاني اللطرون الجديدة والتي بُنيت عام 1940، وتقع إلى الجنوب قليلاً. ولقد تم الاتفاق بين الأردن وإسرائيل بعد معركة اللطرون على تحديد منطقة مُحرَّمة في هذه المنطقة ضمن اتفاق الهدنة عام 1949 تبلغ مساحتها 48.5 دونمًا، والتي جرى التعديل عليها عدة مرّات حتى أخذت شكلها النهائي في 3 نيسان/ أبريل 1949.

### قرى اللطرون
يضم قطاع اللطرون في داخله أيضًا ثلاثة قرى تم احتلالها وتدميرها وتشريد سكّانها تحت تهديد السلاح بعد حرب 1967. وقد فقدت مساحة كبيرة من أراضيها بعد حرب 1948 إثر اتفاقيّة الهدنة مع الإسرائيليين عام 1949، حيث خضع قسم كبير من أراضيها للسيطرة الإسرائيليّة المباشرة، وقسم آخر أصبح ضمن المنطقة الحرام. وتقع بقايا هذه القرى في محافظة رام الله والبيرة حسب التقسيم الإداري للسلطة الفلسطينيّة، فيما يمتد جزء من أراضيها الزراعيّة ضمن المنطقة الحرام والتي سيطرت عليها إسرائيل بعد احتلالها للضفة الغربيّة، وتحديدًا في كل من منطقة القدس والمنطقة الوسطى حسب التقسيمات الإداريّة الإسرائيليّة. وهذه القرى هي:
عمواس
تقع يقايا قرية عمواس في وسط اللطرون عند تقاطع طرق اللطرون (تقاطع الخط السريع 1 والخط السريع 3 الإسرائيليّان). وقد أُنشئت القرية -التي لها أهميّة في التاريخين المسيحي والإسلامي في فلسطين- في السفح الشمالي الغربي لتل يرتفع 375 مترًا عن سطح البحر، ويقابلها قرية يالو المجاورة على السفح الآخر للتل. وتشرف رقعتها على السهل الساحلي الفلسطيني الأوسط غربًا. وكانت عمواس في العهد الروماني مركز مقاطعة فتحها عمرو بن العاص، وأصبحت مقر جند المسلمين. والجدير بالذكر أن الرهبان الفرنسيين أقاموا فيها عام 1890 دير اللطرون ومستوصفًا ومدرسة زراعية. وفي عمواس كنيسة متهدمة وهياكل ومدافن وقناة وآثار بناء تدل على أنها كانت عامرة قديمًا، وتوجد حولها بعض الخرب الأثريّة.
يالو
تقع بقايا هذه القرية في شرق قطاع اللطرون. كان يسير نمو القرية العمراني متجهًا إلى الشمال الغربي بمحاذاة الطريق التي تصلها بطريق رام الله – الرملة. وتحتوي القرية على بعض الآثار كبقايا بناء في أسفله عقود وتل أنقاض وبئر مبنية. وتحيط بالقرية الأشجار الحرجيّة.
بيت نوبا
تقع بقايا هذه القرية في شمال شرق قطاع اللطرون، كما كان للجيش الأردني بعض النقاط الدفاعيّة فيها بين عامي 1948 و1967. وبعد أن احتلت إسرائيل الضفة الغربية عام 1967 طردت سكان بيت نوبا من قريتهم ودمرتها تدميرًا كاملاً لإقامة معسكرات للجيش الإسرائيلي فيها. ويعود سكانها في أصولهم إلى الأكراد الذين نزلوا فلسطين خلال الحروب الصليبيّة. وتحيط بالقرية خرب أثرية ذات أهمية تاريخية إلى جانب الآثار الموجودة فيها.

## التسمية

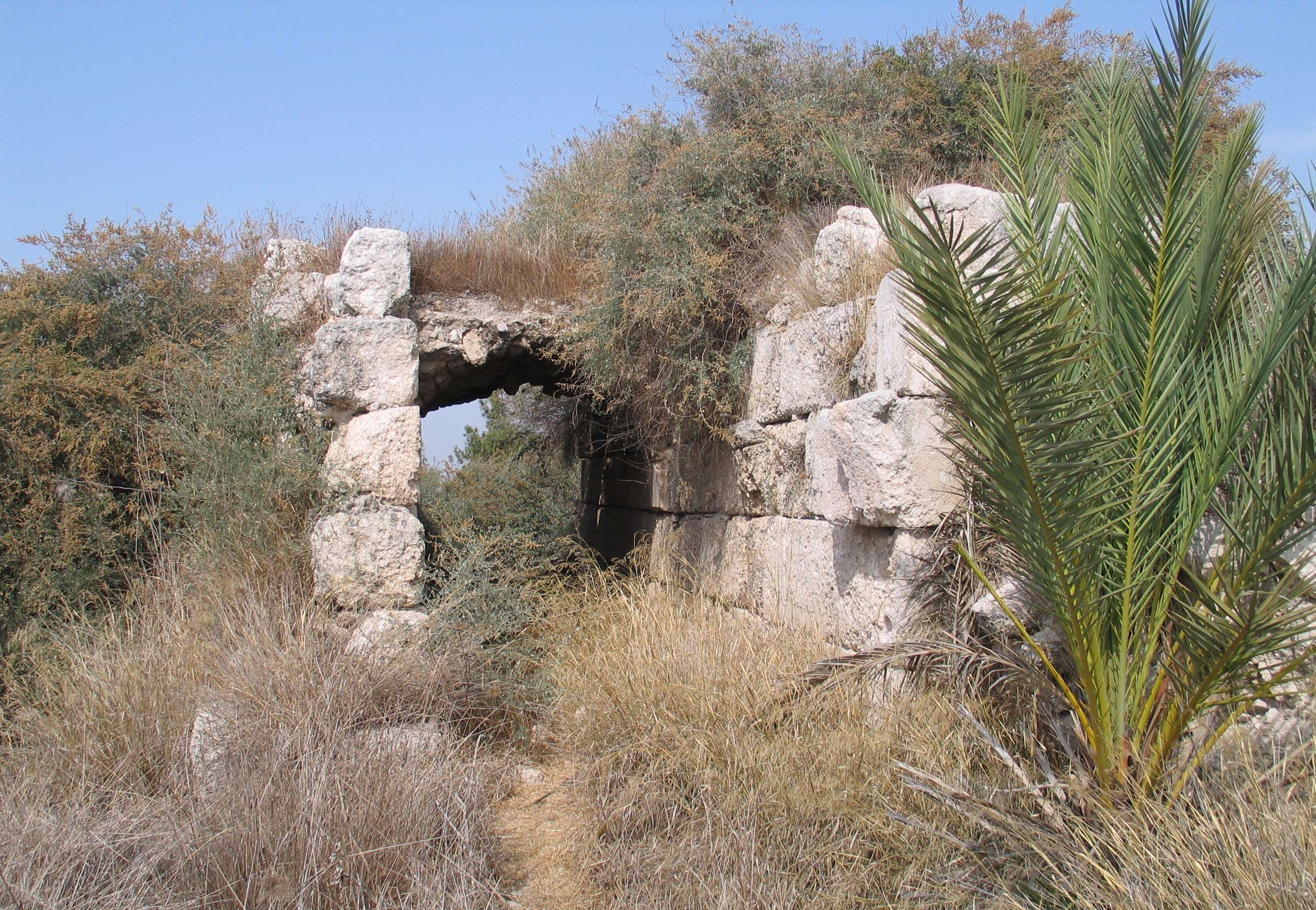
بقايا قلعة اللطرون الصليبّية.

جاءت تسمية اللطرون من قلعة بناها فرسان الداوية الصليبيّون (بالفرنسيّة: Le Toron Des Chevaliers)، وقد وردت كلمة اللطرون في أدبيات المصادر الإسلاميّة تحت مُسميّات عديدة هي: النظرون، ألطرون، وأطرون.

## التاريخ

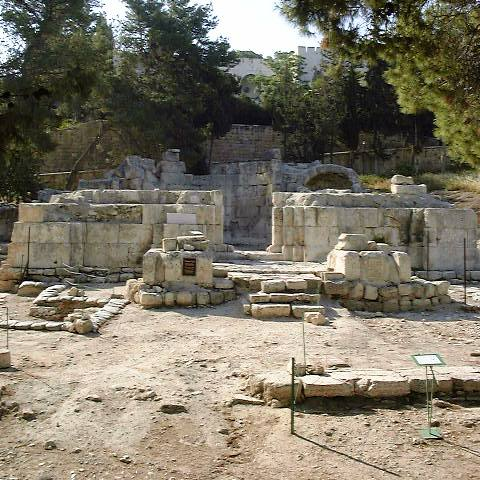
بازيليكا بيزنطيّة في عمواس - اللطرون تعود إلى القرن الخامس.

يعود تاريخ منطقة اللطرون إلى الفترة الرومانيّة والبيزنطيّة، حيث تنتشر آثار عديدة من تلك الحقبة في قرى هذه المنطقة، فيما يعود تاريخ قرية اللطرون نفسها إلى القرن الثاني عشر، وتحديدًا في فترة الحملات الصليبيّة، إذ بنى الصليبيّون قلعةً في الموقع سنة 1170، ثم استولى صلاح الدين الأيوبي عليها بعد معركة حطين في سنة 1187. وقد انتقل إلى قرية اللطرون مهاجرون من القرى المجاورة في القرن التاسع عشر، إذ كانت قرية صغيرة مبنيّة بالطوب داخل أسوار قلعة الصليبييّن. وقد أنشأ الرهبان اللاترابيّون الفرنسيّون دير اللطرون ومدرسة زراعيّة على منحدر في عمواس باللطرون في سنة 1890، واشتهر هذا الدير لاحقًا بما ضم من كروم العنب. وقد صُنِّفت اللطرون كمزرعة في معجم فلسطين الجغرافي المُفهرَس الذي وُضع أيام الانتداب البريطاني على فلسطين، وكانت ضمن قضاء الرملة.

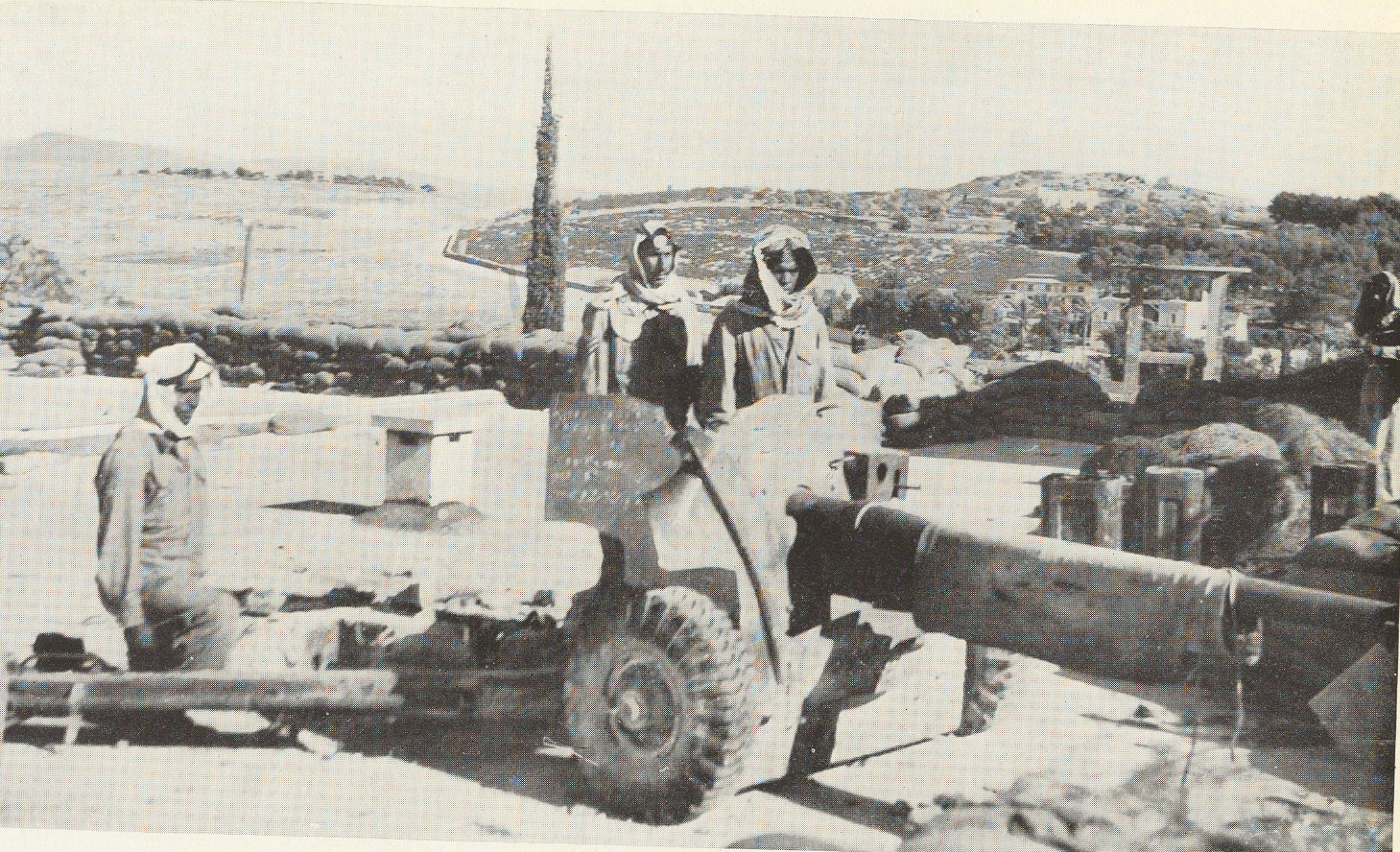
جنود أردنيون في اللطرون 1948.

لقد كانت اللطرون مسرحًا للقتال أثناء معركة اللطرون عام 1948 بين الأردن وإسرائيل بعد أن حاول الجيش الإسرائيلي احتلالها ستّة مرّات دون جدوى. ولقد أفضت تلك المعركة إلى اتفاق الهدنة بين الجانبين الذي نص على أن تصبح اللطرون القديمة جزءاً من الضفّة الغربيّة واستُخدمت معسكرًا للجيش الأردني، بينما باتت اللطرون الجديدة جزءاً من المنطقة المُجرَّدة من السلاح، كما سمح الاتفاق لإسرائيل استخدام طريق اللطرون.
لقد احتلّت القوّات الإسرائيليّة اللطرون بعد سقوط الضفّة الغربيّة عام 1967، كما أُقيمت مستوطنة نفي شلوم على أراضيها سنة 1983. يقع معظم قطاع اللطرون اليوم ضمن أراضي محافظة رام الله والبيرة بعد قدوم السلطة الفلسطينيّة، إلا أن جدار الفصل يعزل المنطقة عن باقي الأراضي المجاورة بالضفّة الغربيّة.

## السكان
كان معظم سكان قرية اللطرون من المسيحيين قبل عام 1948. ولقد تعرّضت القرية للتطهير العرقي ولتهجير كامل أهلها عام 1948 الذين انتقلوا إلى قرية عمواس المجاورة في الضفّة الغربيّة، وظلّت منازلهم خالية حتى سنة 1967، حين احتل الجيش الإسرائيلي اللطرون وقام بهدم جميع المنازل تلك. لقد بلغ عدد السكان في عام 1922 حوالي 59 نسمة، وفي عام 1931 بلغ عددهم 120 نسمة وفي عام 1945 بلغ عددهم 190 نسمة، أما في عام 1948 فبلغ عددهم 220 نسمة. ويُقدَّر عدد اللاجئين من القرية في عام 1998 حوالي 1,354 لاجئ.
أما بالنسبة لعدد سكان قرى منطقة اللطرون الثلاث الذين هُجِّروا من قراهم عام 1967، فقد بلغ في عام الاحتلال قرابة 4000 نسمة في عمواس، وقرابة 3000 نسمة في يالو، وقرابة 2500 نسمة في بيت نوبا.

## صور

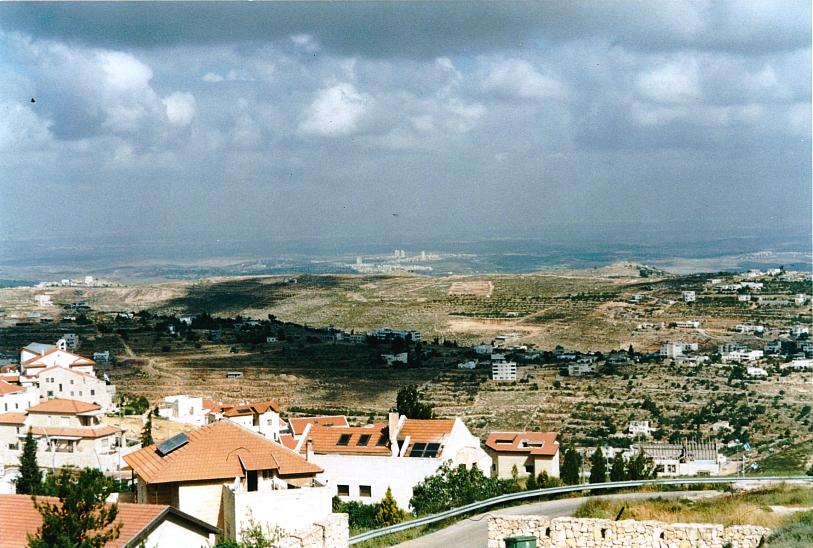
أراضي اللطرون
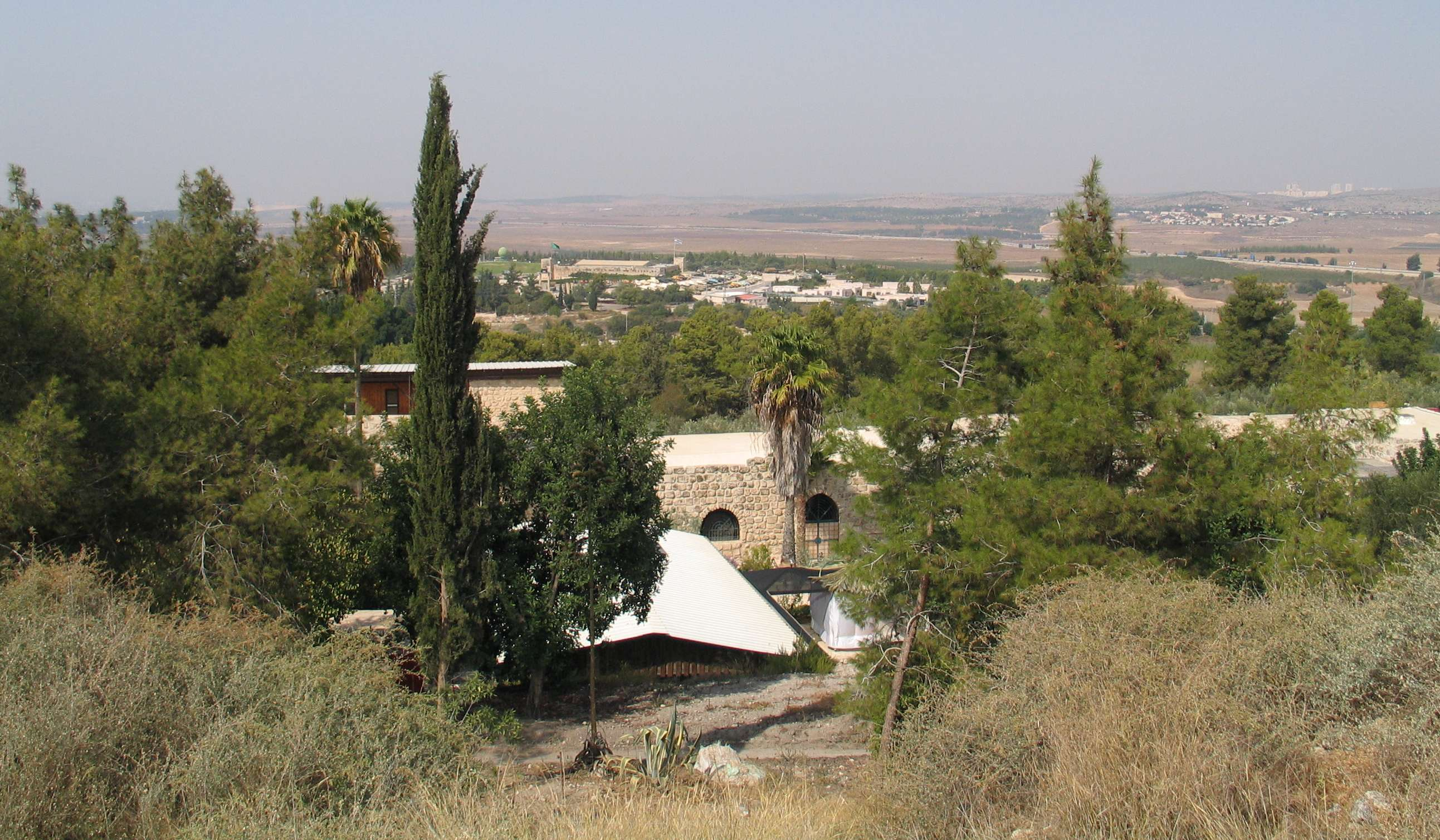
قلعة اللطرون
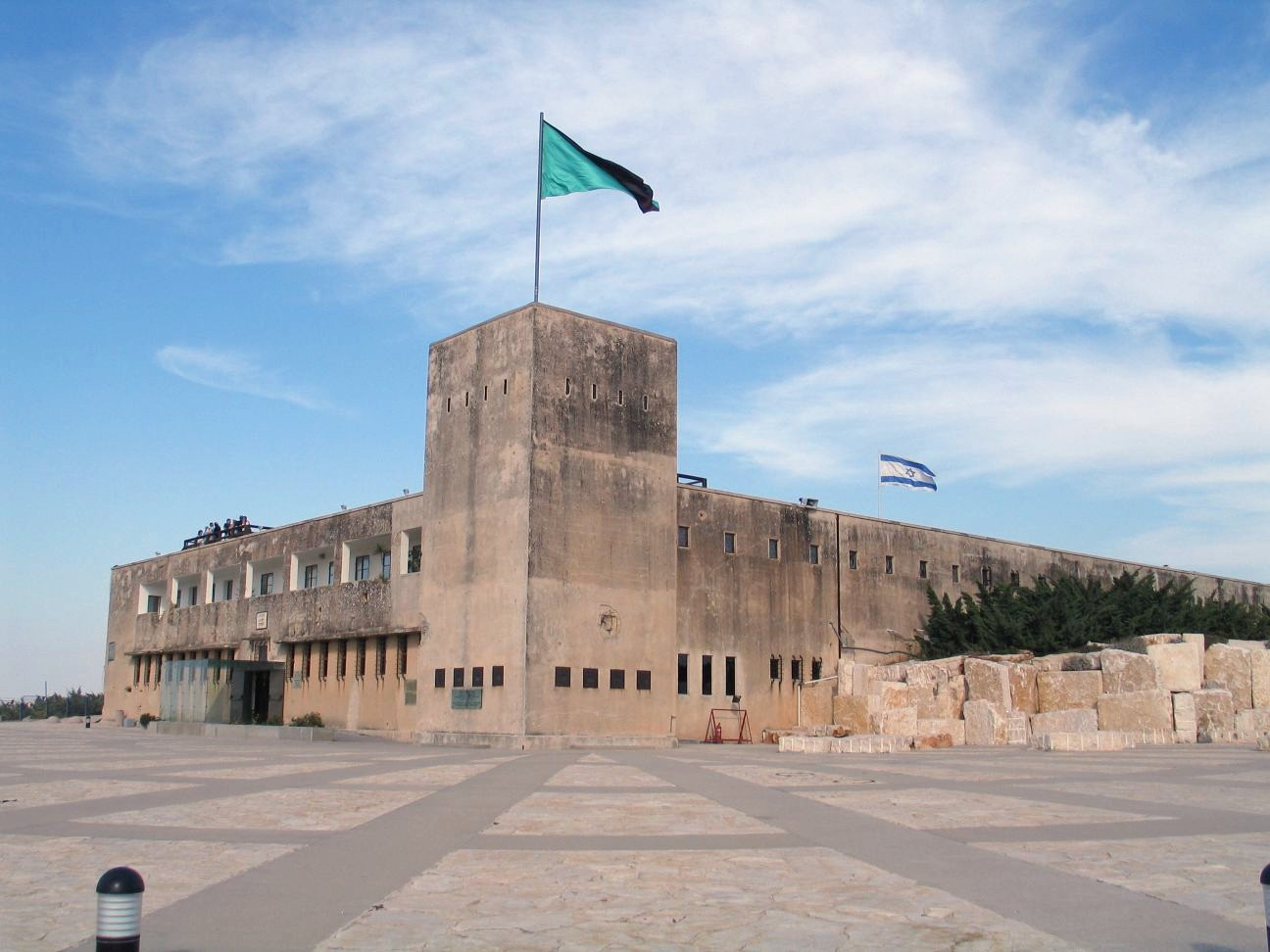
مركز شرطة اللطرون
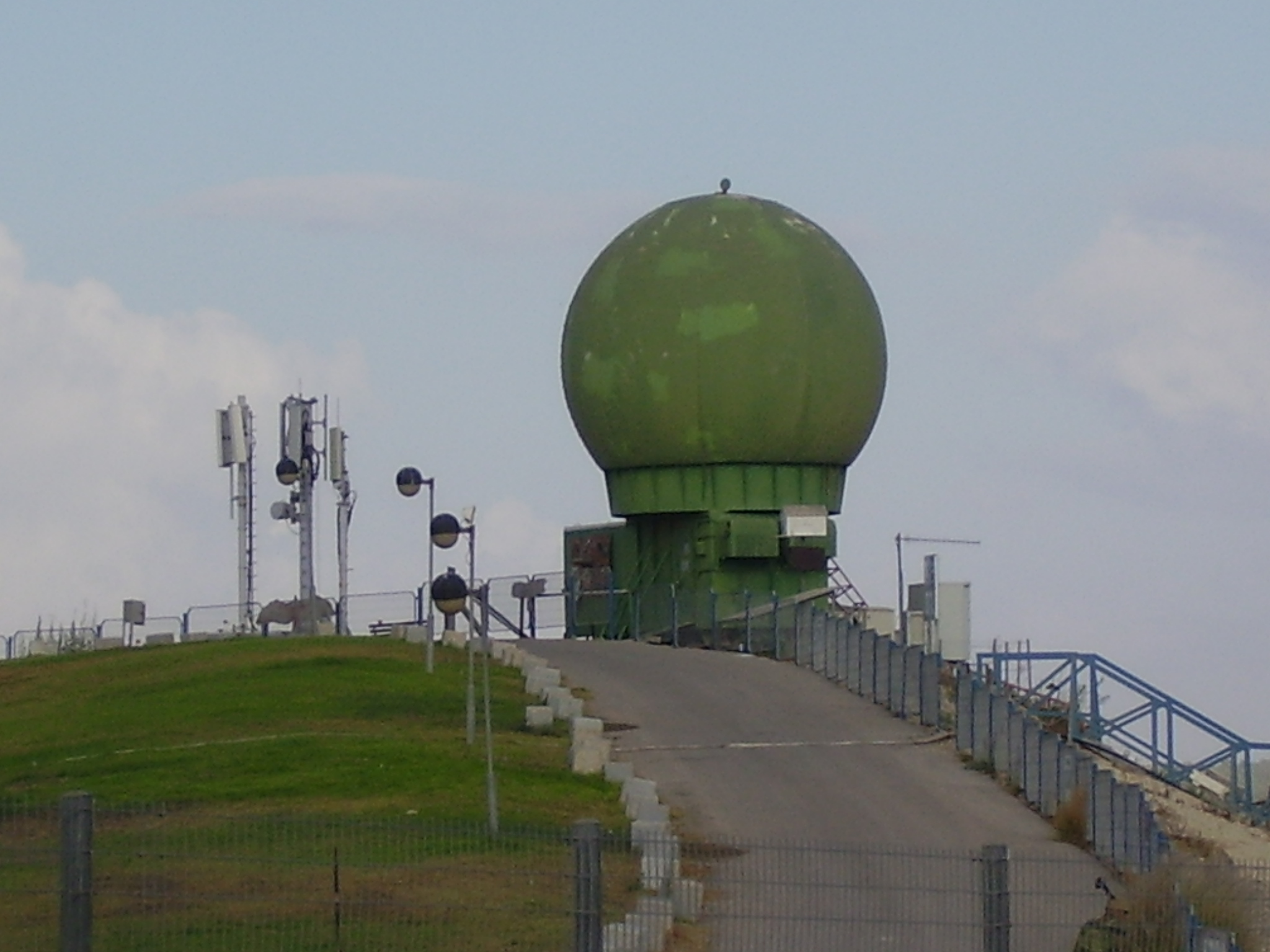
رادار لأبحاث دراسة الطيور

## وصلات خارجية
- دراسة: قطاع اللطرون (1948-2007)، جامعة النجاح الوطنية، نابلس
- تقرير عن معسكر الجيش العربي في اللطرون - حلوة يا دنيا، قناة رؤيا